# صنوبر شياباسي
الصنوبر الشياباسي نوع نباتي شجري من ضرب الصنوبر الأبيض يتبع الفصيلة الصنوبرية. ينتشر في ولاية تشياباس جنوب المكسيك وفي غواتيمالا.